# بذار جیگرتو بخورم
بذار جیگرتو بخورم (به انگلیسی: Let Me Eat Your Pancreas) (به ژاپنی: 君の膵臓をたべたい) یک فیلم درام ژاپنی عاشقانه منتشر شده در سال ۲۰۱۷ با بازی مینامی حماب، تاکومی کیتامورا، کیکو کیتاگاوا و شون اوگوری است. کارگردان آن شو تسوکیکاوا، و بر اساس رمان سال ۲۰۱۵ به همان نام توسط یورو سومینو است.